# Běleč (Tábori járás)
Běleč település Csehországban, a Tábori járásban. Běleč Vilice, Šebířov, Smilovy Hory és Mladá Vožice településekkel határos. Lakosainak száma 201 fő (2024. január 1.).

## Népesség
A település lakosságának változását az alábbi diagram mutatja:
| Lakosok száma | 559  | 468  | 457  | 279  | 230  | 168  | 186  | 202  | 194  | 201  |
|               | 1869 | 1900 | 1921 | 1961 | 1980 | 2011 | 2016 | 2019 | 2021 | 2024 |